# Mixaderus senegalensis
Mixaderus senegalensis is een keversoort uit de familie schijnsnoerhalskevers (Aderidae). De wetenschappelijke naam van de soort werd in 1953 gepubliceerd door Maurice Pic.